# Julius Gierke

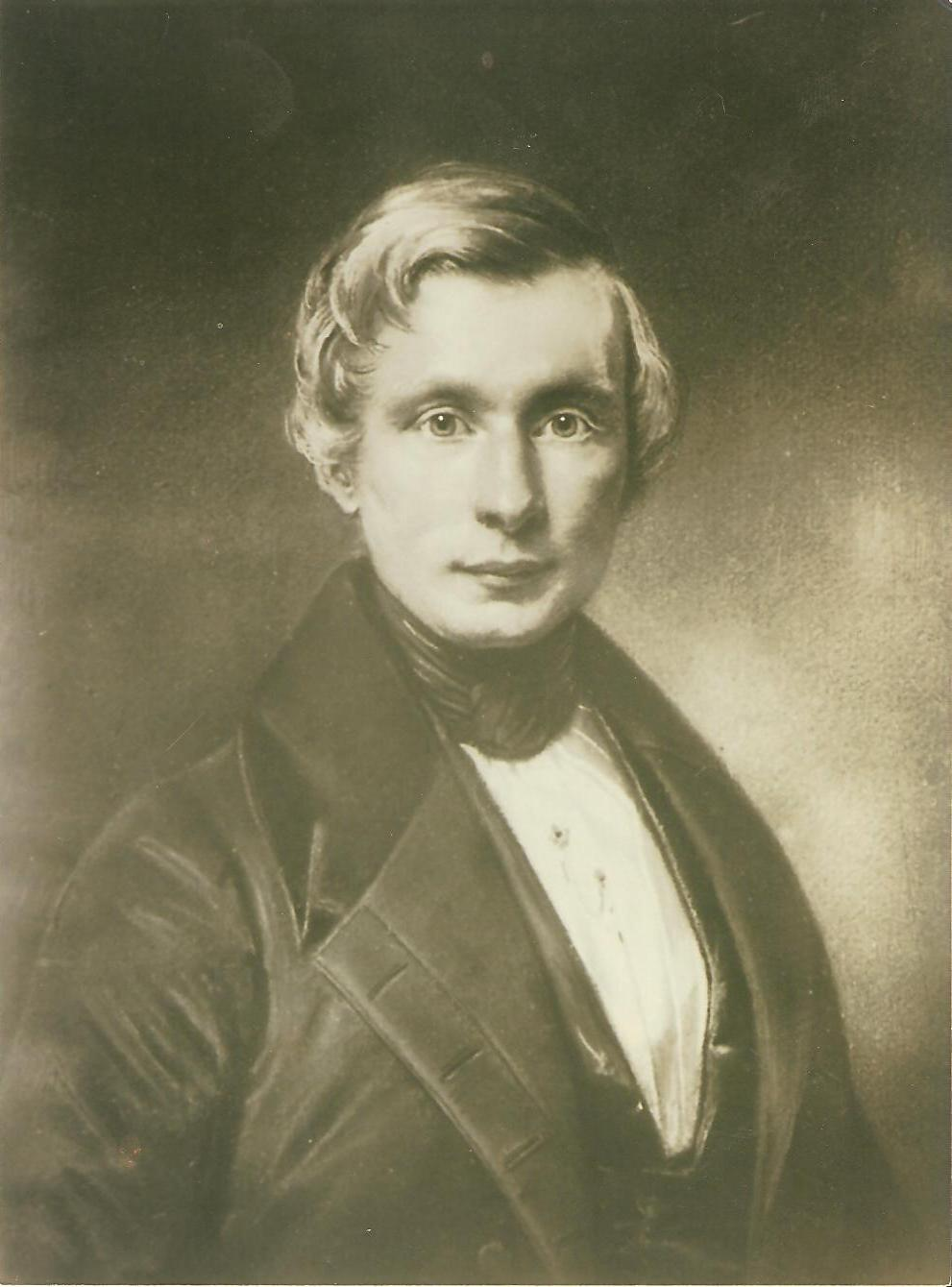
Rudolph Eduard Julius Gierke (1807–1855)

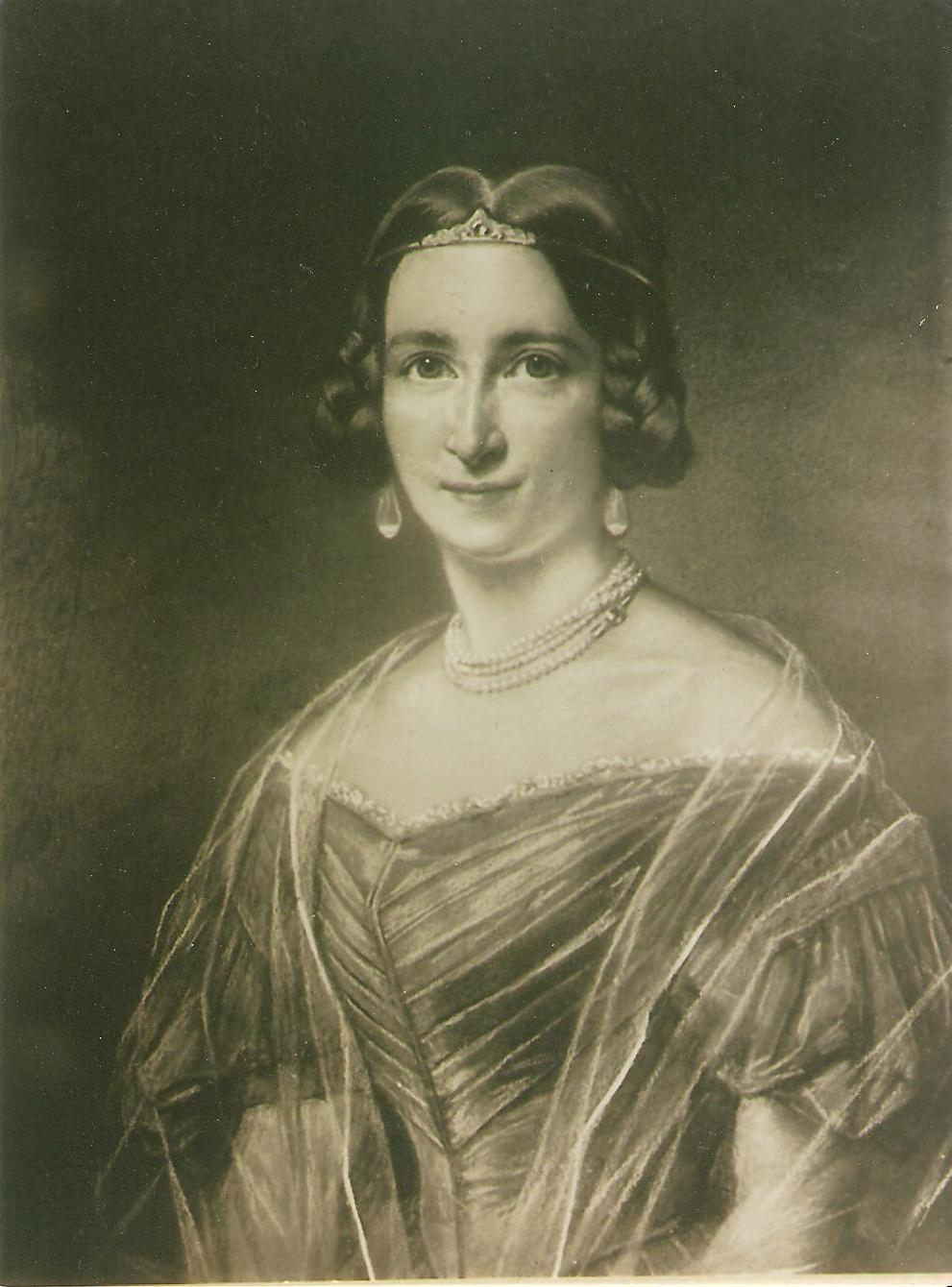
Therese Concordia Gierke geb. Zitelmann (1809–1855)

(Rudolf Eduard) Julius Gierke (* 1807; † 1855) war ein preußischer Jurist, Abgeordneter und 1848 Landwirtschaftsminister.

## Leben
Der Kaufmannssohn Julius Gierke studierte Rechtswissenschaften und war später Stadtsyndikus in Stettin. Verheiratet war Gierke mit Concordia Therese (geb. Zitelmann). Das Paar hatte fünf Kinder, unter ihnen auch Otto von Gierke und Walter von Gierke (1854–1925).
Während der Revolution von 1848/49 gehörte er 1848 der preußischen Nationalversammlung an. Am 25. Juni 1848 wurde er unter Ministerpräsident von Auerswald zum Landwirtschaftsminister ernannt und war damit der erste Minister des neu errichteten Ministeriums. Die Locomotive, Zeitung für politische Bildung des Volkes, meinte dazu am 24. Juli 1848: „Der Landwirth Rodbertus ist Kultusminister und der Stadtsyndikus Gierke, der Jurist, ist Minister – der Landwirthschaft geworden. Spielt man verkehrte Welt?“ Nach dem Rücktritt der Regierung Auerswald mit ihren sechs Ministern am 21. September 1848 wurde das Landwirtschaftsministerium „vorläufig von dem Minister des Innern“ mitverwaltet. In den Jahren 1849 und 1850 gehörte er der Ersten Kammer des Preußischen Landtages an. Nach der Revolution war er Präsident des Appellationsgerichtes Bromberg.
Das Ehepaar Gierke starb 1855 an der Cholera. Ihre Kinder wuchsen bei Verwandten in Stettin auf.